# Kingdom of Rust
Kingdom of Rust è il quarto album discografico dei Doves, pubblicato nel 2009.

## Tracce
1. Jetstream - 5:30
2. Kingdom of Rust - 5:11
3. The Outsiders - 3:28
4. Winter Hill - 5:19
5. 10:03 - 4:04
6. The Greatest Denier - 3:59
7. Birds Flew Backwards - 2:51
8. Spellbound - 5:39
9. Compulsion - 5:14
10. House of Mirrors - 4:20
11. Lifelines - 4:26

iTunes bonus tracks
1. Ship of Fools - 4:29
2. The Last Son - 4:49

Japan bonus track
1. Push Me On - 3:55

## Distribuzione
| Paese       | Data           | Etichetta                       | Formato                                        |
| ----------- | -------------- | ------------------------------- | ---------------------------------------------- |
| Germania    | 3 aprile 2009  | EMI                             | CD                                             |
| Regno Unito | 6 aprile 2009  | Heavenly Records/Virgin Records | CD                                             |
| Regno Unito | 6 aprile 2009  | Heavenly Records/Virgin Records | Doppio LP (heavyweight vinyl; gatefold sleeve) |
| Regno Unito | 6 aprile 2009  | Heavenly Records/Virgin Records | Download digitale (two bonus tracks)           |
| Stati Uniti | 7 aprile 2009  | Astralwerks Records             | CD                                             |
| Stati Uniti | 7 aprile 2009  | Astralwerks Records             | Download digitale (due bonus track)            |
| Stati Uniti | 21 aprile 2009 | Heavenly Records/Virgin Records | Doppio LP (heavyweight vinyl; gatefold sleeve) |
| Giappone    | 22 aprile 2009 | Toshiba-EMI                     | CD (una bonus track)                           |

## Classifiche
| Classifica (2009)         | Posizione |
| ------------------------- | --------- |
| Official Albums Chart     | 2         |
| Irish Albums Chart        | 8         |
| Australian Albums Chart   | 34        |
| Belgian Albums Chart      | 72        |
| Billboard Canadian Albums | 79        |
| US Billboard 200          | 89        |

## Instrumentals of Rust
Il 15 giugno 2009 è stato pubblicato Instrumentals of Rust in formato digitale, una riedizione dell'album Kingdom of Ruts contenente soltanto tracce strumentali.

### Tracce
1. Jetstream (strumentale) – 5:32
2. Kingdom of Rust (strumentale) – 5:13
3. The Outsiders (strumentale) – 3:29
4. Winter Hill (strumentale) – 5:20
5. 10:03 (strumentale) – 4:05
6. The Greatest Denier (strumentale) – 3:59
7. Birds Flew Backwards (strumentale) – 2:54
8. Spellbound (strumentale) – 5:42
9. Compulsion (strumentale) – 5:16
10. House of Mirrors (strumentale) – 4:18
11. Lifelines (strumentale) – 4:25

### Distribuzione
| Distribuzione | Data           | Etichetta        | Formato           |
| ------------- | -------------- | ---------------- | ----------------- |
| Europa        | 15 giugno 2009 | Heavenly Records | Download digitale |
| Nord America  | 16 giugno 2009 | EMI              | Download digitale |